# Favoritner AC
Maillots
Le Favoritner Athetik Club est un club de football autrichien basé dans le quartier de Favoriten à Vienne.

## Historique
- 1910 : Fondation du club.